# Aartsluit
De aartsluit (Italiaans: arciliuto) is een grote luit, voorzien van een tweede kraag of schroefhouder, waaraan 6 tot 8 extra bassnaren zijn bevestigd die, omdat ze niet over de toets lopen, niet kunnen worden verkort, maar alleen kunnen worden getokkeld. De mensuur van de melodiesnaren van de zogenaamde arciliuto bedraagt ongeveer 67 cm. Die van de bassnaren ongeveer 140 cm of soms meer. Dit instrument werd gestemd als een gewone renaissanceluit vanuit g'. 

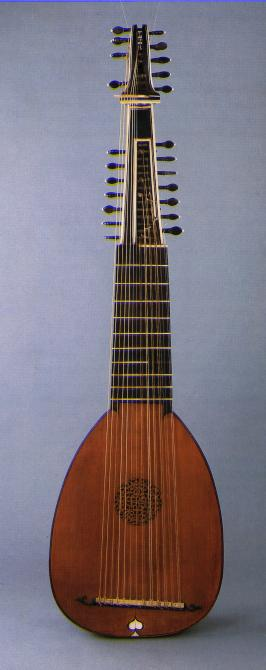
Aartsluit vervaardigd door Matteo Sellas, Venetië, 17e eeuw

Tot het type van de aartsluit behoren onder andere de teorbe (chitarrone) en liuto attiorbato. De aartsluit werd waarschijnlijk uitgevonden door Antonio Naldi of door Alessandro Piccinini in de 16e eeuw. Zij werd zowel voor solomuziek als in concertstukken gebruikt als begeleidingsinstrument.
Belangrijkste verschil tussen een aartsluit en een liuto attiorbato is dat de laatste over het algemeen wordt uitgevoerd met dubbele bassnaren. De aartsluit heeft alleen de korte snaren dubbel uitgevoerd zoals bij een renaissanceluit.
In de late barok bleef dit luittype het belangrijkste begeleidingsinstrument, terwijl in de rest van Europa de barokluit steeds meer gebruikt werd. Georg Friedrich Händel (1685-1759) heeft in bepaalde partituren nog dit instrument voorgeschreven. De aartsluit is tot in de tweede helft van de 18e eeuw in gebruik gebleven in Italië. 
De harpgitaar is een moderne afgeleide van de aartsluit.